# Halticoptera longipetiolus
Halticoptera longipetiolus is een vliesvleugelig insect uit de familie Pteromalidae. De wetenschappelijke naam is voor het eerst geldig gepubliceerd in 1975 door Hedqvist.